# Gardênia Castelo
Gardênia Maria Santos Castelo Ribeiro Gonçalves, conhecida no meio político como Gardênia Castelo (São Luís, 1 de dezembro de 1961) é uma política brasileira. Filiada ao PSDB, foi deputada estadual pelo estado do Maranhão entre 2009 e 2015.
É filha do ex-governador, ex-prefeito e ex-deputado federal João Castelo e da também ex-prefeita Gardênia Gonçalves.

## Carreira política
Começou a carreira política ao lado de seus pais João Castelo e Gardênia Gonçalves, sendo filiada ao PDS.
Depois da passagem ao PRN e PPB, Gardênia Castelo ingressou no PSDB em 1997. 
Candidatou-se a deputada estadual pelo PSDB em 2002 e 2006, chegando a ser primeira suplente da coligação. Obteve 15.731 votos em 2002 e 22.760 votos em 2006. 
Efetivou-se em 1 de janeiro de 2009, com a eleição de Soliney Silva em Coelho Neto. 
Foi reeleita deputada estadual em 2010. Obteve 60.851 votos, sendo a quinta mais votada. Foi a 4.° vice-presidente da Assembleia Legislativa do Maranhão, sendo eleita em 2011 e reeleita em 2013.
Candidatou-se a deputada estadual em 2014, obtendo 16.939 votos, não sendo reeleita.